# 銀座線
銀座線（日语：／ Ginza sen */?）是亞洲及日本第一條地鐵路線，由東京地下鐵營運，連接東京都台東區淺草站和澀谷區澀谷站。鐵道要覽內的名稱為「3號線銀座線」。
路線名稱的由來為繁華街的銀座。車體、路線圖和轉乘資訊所使用的路線顏色為橙色，路線記號為G。

## 簡介

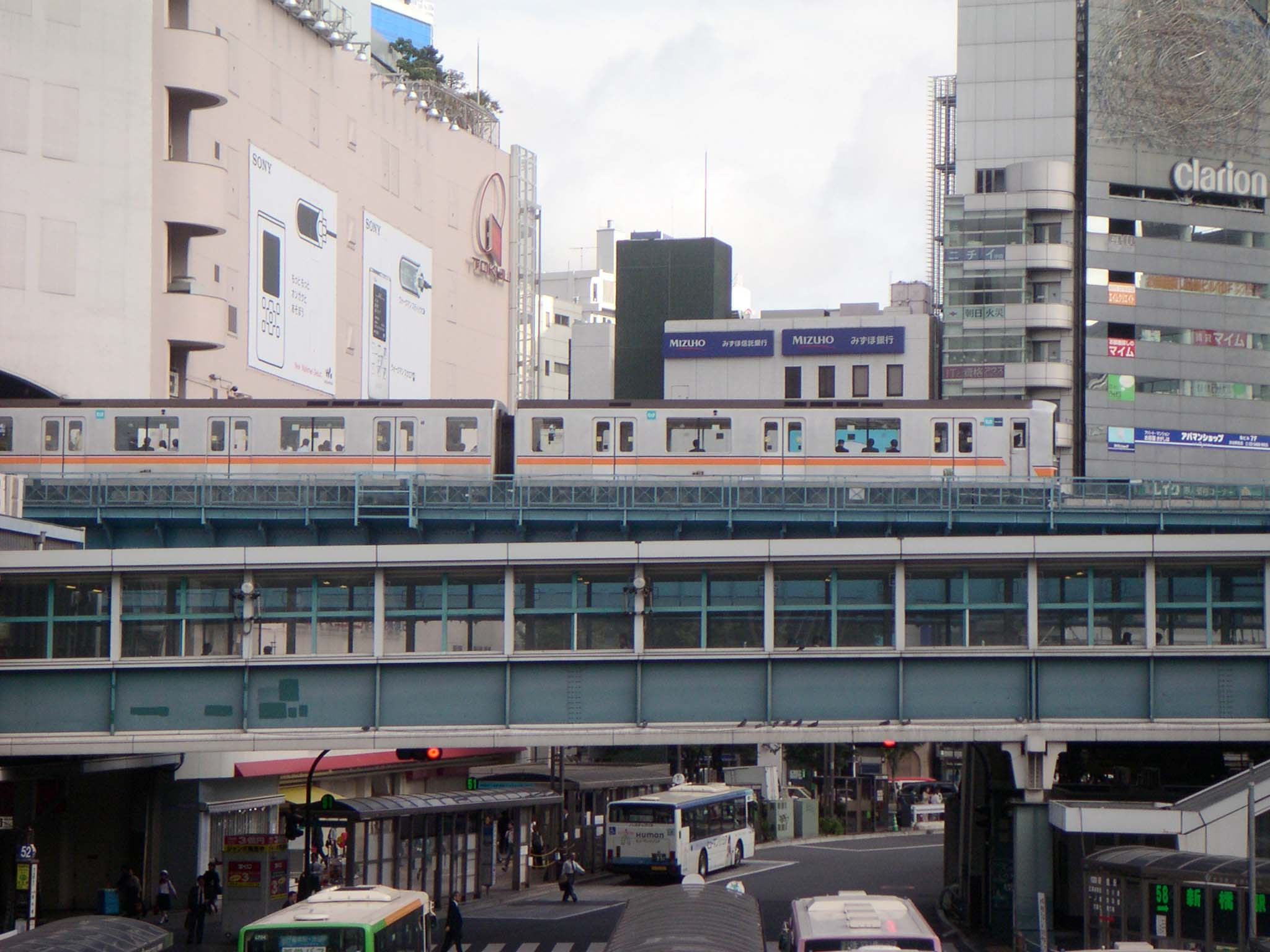
接近澀谷站處的銀座線高架段

銀座線為亞洲及日本第一條的地下鐵路線。最初通車的「上野站～淺草站」段路線（共長2.2公里），是由日本「地下鐵之父」早川德次 (東京地下鐵道)所創辦的「東京地下鐵道」公司，自1925年開始興建，而於1927年12月30日通車；1934年延伸通車至新橋站。與此同時，另一間由東京橫濱電鐵（今東急電鐵）經營者五島慶太所創辦的「東京高速鐵道」公司，也興建了「澀谷站－新橋站」段路線，全段於1939年通車。
原本兩間公司的路線相互獨立，並保持競爭關係，僅雙方路線的端點站於新橋站交會。直到1939年9月，在政府的協調下，雙方路線開始相互直通運行。後來「帝都高速度交通營團」（營團地下鐵，今東京地下鐵公司前身）在1941年成立，兩段路線也正式合併，並將經營權讓渡給營團；「銀座線」這個路線名稱則是在1953年命名的。2004年4月1日，營團地下鐵正式公司化為東京地下鐵當天，便在地下鐵創始地之一的上野站舉行發車儀式。

## 路線資料
- 路線距離（營業距離）：14.2公里（含地面段0.2公里）
- 軌距：1435毫米
- 站數：19個（包括起終點站）
- 複線路段：全線
- 電氣化路段：全線（直流電 600 V、第三軌供電）
- 閉塞方式：速度控制式（東京地下鐵新CS-ATC）
- 列車無線（日语：列車無線）方式：誘導無線（日语：誘導無線）（IR）方式、數碼空間波無線（D-SR）方式（並用）
- 最高速度：65公里/小時
- 平均速度：34.2公里/小時
- 表定速度（日语：表定速度）：27.3公里/小時
- 車輛基地：上野檢車區（日语：上野検車区）、上野檢車區澀谷分室（日语：上野検車区渋谷分室）
- 工場：中野工場（日语：中野車両基地#中野工場）（丸之內線內）
- 地面路段：澀谷站附近
- 最小曲線半徑：91.4公尺

## 沿革

### 東京地下鐵道

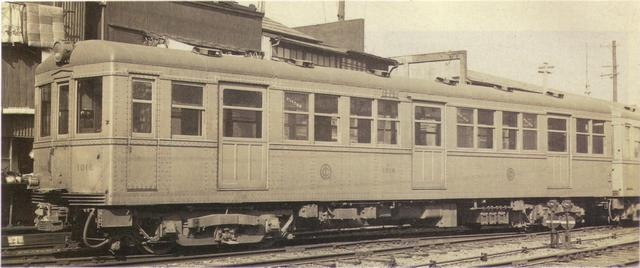
淺草－上野段開業時使用1000型列車

- 1925年（大正14年）9月27日：淺草－上野段開工[6]。
- 1927年（昭和2年）
  - 7月10日：上野－萬世橋段開工[6]。
  - 12月29日：舉行開通儀式，邀請有關係者試乘。
  - 12月30日：淺草－上野段（2.2公里）通車[6]。
- 1929年（昭和4年）6月7日：萬世橋－神田段開工[7]。
- 1930年（昭和5年）1月1日：上野－萬世橋（臨時）段（1.7公里）通車[7]。
- 1931年（昭和6年）
  - 2月25日：神田－三越前段開工[7]。
  - 10月10日：三越前－京橋段開工[7]。
  - 11月21日：萬世橋（臨時）－神田段（0.5公里）通車。萬世橋（臨時）站廢站[7]。
    - 萬世橋（臨時）站被廢除，但站址與地面的換氣口至現時仍然使用中。
- 1932年（昭和7年）
  - 4月29日：神田－三越前段（0.7公里）通車[7]。
  - 12月24日：三越前－京橋段（1.3公里）通車[7]。
- 1933年（昭和8年）
  - 1月7日：京橋－銀座段開工[8]。
  - 4月10日：銀座－新橋段開工[8]。
- 1934年（昭和9年）
  - 3月3日：京橋－銀座段（0.7公里）通車[8]。
  - 6月21日：銀座－新橋段（0.9公里）通車[8]。
- 1939年（昭和14年）9月16日：開始與東京高速鐵道直通運行[9]。
- 1941年（昭和16年）9月1日：路線轉讓予帝都高速度交通營團[9]。

### 東京高速鐵道
- 1935年（昭和10年）
  - 10月18日：虎之門－新橋段開工[8]。
  - 12月6日：宮益坂－青山四丁目（外苑前）段開工[8]。
- 1936年（昭和11年）
  - 3月7日：青山四丁目（外苑前）－赤坂新町一丁目段開工[8]。
  - 5月12日：赤坂新町一丁目－虎之門段開工[8]。
- 1937年（昭和12年）
  - 3月1日：中通道路－宮益坂段開工[8]。
  - 11月30日：大和田－中通道路段開工[8]。
- 1938年（昭和13年）
  - 11月18日：青山六丁目（表參道）－虎之門段（4.4公里）通車。單線並列運行[8]。青山六丁目站比現在位置更接近澀谷。
  - 12月20日：澀谷－青山六丁目（表參道）段（1.1公里）通車。赤坂見附－虎之門為單線運行[8]。
- 1939年（昭和14年）
  - 1月15日：虎之門－新橋段（0.7公里）通車[9]。
    - 東京高速鐵道的新橋站為現時的車站，東京地下鐵道的新橋站在西面設站。結合後作為留置線使用，只在有活動時公開。

  - 9月16日：開始與東京地下鐵道直通運行。新橋站與東京地下鐵道的新橋站結合。改變澀谷起點站（+0.3公里）[9]。青山四丁目站改稱外苑前站，青山六丁目站改稱神宮前站。
- 1941年（昭和16年）9月1日：路線轉讓予帝都高速度交通營團[9]。

### 帝都高速度交通營團
- 1941年（昭和16年）

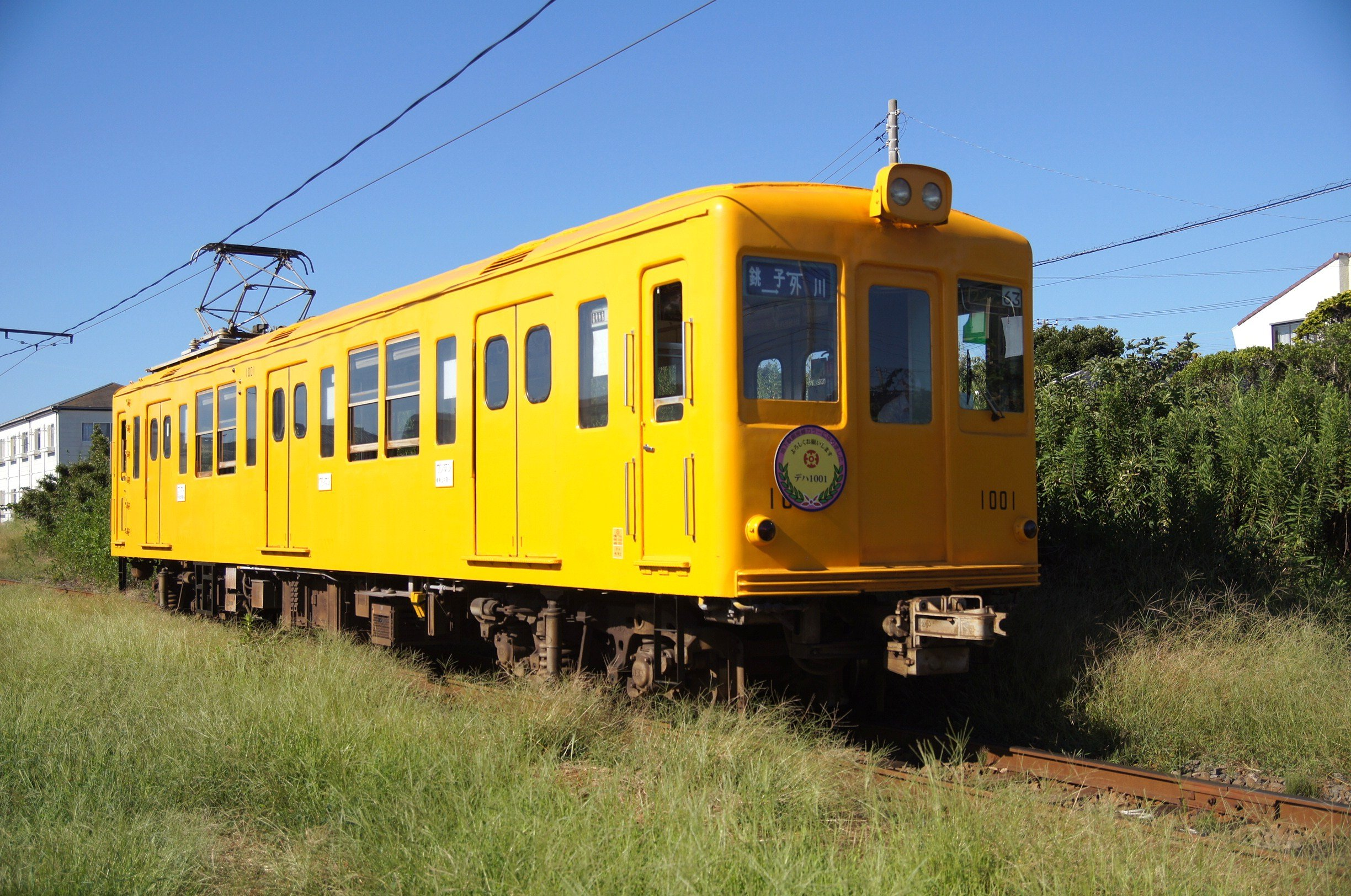
起初長期為銀座線主力使用的2000型，銚子電氣鐵道1000型的銀座線復刻塗装

  - 9月1日：帝都高速度交通營團開始營運。東京地下鐵道、東京高速鐵道轉讓路線（14.3公里）[9]。
  - 12月1日：全列車改為2節或3節運行，不再有單節運行。
- 1945年（昭和20年）1月27日：受同盟國軍機，美軍的空襲影響，部分路段停運，3月10日全線恢復營運[10]。
- 1953年（昭和28年）12月1日：路線名稱確定為銀座線[11]。
- 1955年（昭和30年）5月1日：部分列車開始以4節編組運行。與此同時，當初舊東京高速鐵道的車站，包括神宮前、外苑前、青山一丁目、虎之門的各站月台有效長度最長為3節，有限度往淺草方向延長1節處理（1957年（昭和32年）7月1日完全解除）[12]。
- 1956年（昭和31年）10月1日：部分列車開始以5節編組運行。舊東京高速鐵道的車站改為2節處理[13]。
- 1960年（昭和35年）11月28日：早上繁忙時段開始有部分6節編組列車運行[14]。
- 1966年（昭和41年）1月6日：全線所有班次改以6節編組列車運行[15]。
- 1968年（昭和43年）
  - 4月10日：根據都市交通審議會答申第10號，東京3號線為從澀谷方向開始經赤坂見附、新橋、神田、上野及淺草並延伸至三之輪。
  - 4月－6月：從開業以來一直使用的舊形車輛廢除60輛，是營團第一次廢除車輛。
- 1972年（昭和47年）10月20日：神宮前站改名表參道站[16]。
- 1978年（昭和53年）8月1日：表參道站向外苑前站方向移動。
- 1984年（昭和59年）
  - 1月1日 01系樣板車開始營業。
  - 11月30日：01系量產車開始營業[17]。
- 1985年（昭和60年）7月11日：根據運輸政策審議會答申第7號（日语：運輸政策審議会答申第7号），刪去淺草－三之輪之間的延伸計劃。
- 1990年（平成2年）8月13日：開始運行空調車輛[18]。
- 1993年（平成5年）
  - 7月30日：2000型、1500N型（日语：営団2000形電車）車輛停止營業。
  - 7月31日：保安裝置改用新CS-ATC，並引入定位置停止裝置（TASC）[19]。全線統一為01系列車。
  - 8月2日：實施ATC化，並全面更改時刻表，運行最高速度從55提升至65公里[20]。淺草－澀谷所需時間減少5分鐘。
- 1995年（平成7年）3月20日：受東京地鐵沙林毒氣事件影響，上午停止運行，下午重開。
- 1997年（平成9年）9月30日 溜池山王站啟用（虎之門－赤坂見附之間）[21]。是戰後唯一一個新車站，通車58年後開業。

### 東京地下鐵
- 2004年（平成16年）4月1日：帝都高速度交通營團民營化為東京地下鐵。
- 2008年（平成20年）11月18日：淺草－新橋之間被認定為『土木學會選獎土木遺產』。
- 2009年（平成21年）2月6日：銀座線被認定為『近代化產業遺產（日语：近代化産業遺産）』。
- 2012年（平成24年）
  - 4月11日：1000系列車開始營業。
  - 10月30日：淺草站、上野站引入發車合圖音樂[22]。翌日銀座站、溜池山王站亦引入[22]。
- 2017年（平成29年）3月12日：1000系列車全數投入服務，同日營團01系列車全數退役。
- 2019年（令和元年）12月27日：澀谷站舊月台由於升級工程，以及配合東急百貨店西館清拆工程（舊澀谷站月台位於東急百貨店西館的3/F），當天為最終使用日。於12月28日至下年1月2日，所有列車不停澀谷站及赤坂見附站。[23]該月台由1938年開始使用。
- 2020年（令和2年）
  - 1月3日：05:01，首班列車於新澀谷站2號月台開出，該列車為第40編成[24]，車站月台向淺草站方向遷移了130米。由2009年開始興建的月台終於正式使用。[25]
  - 6月6日：日比谷線虎之門Hills站啟用，虎之門站開始轉乘業務。銀座站與銀座一丁目站開始轉乘業務。

## 運行形態
平日早上繁忙時間班次約每2分一班間隔，日間班次每3分1班。
基本上所有班次都是全線（淺草站－澀谷站間）運行。全線所需時間為31分25秒。
- 平日早晚與末班車時段有列車只行駛上野站－澀谷站的路段。另外，早上和深夜都有數班列車只行駛淺草站－上野站路段的區間列車。
- 新橋站與溜池山王站留置車輛1日各有1班虎之門開往澀谷與淺草。
- 大晦日至元旦為通宵運行（日语：終夜運転），分別有淺草站－上野站間的區間列車與全線運行列車（2019年12月31日－2020年1月1日只限淺草站－溜池山王站間）運行，兩種列車重複路段班次為每7.5分鐘1班。區間列車在上野站會到達淺草方向月台折返。

## 使用車輛

### 現時使用車輛

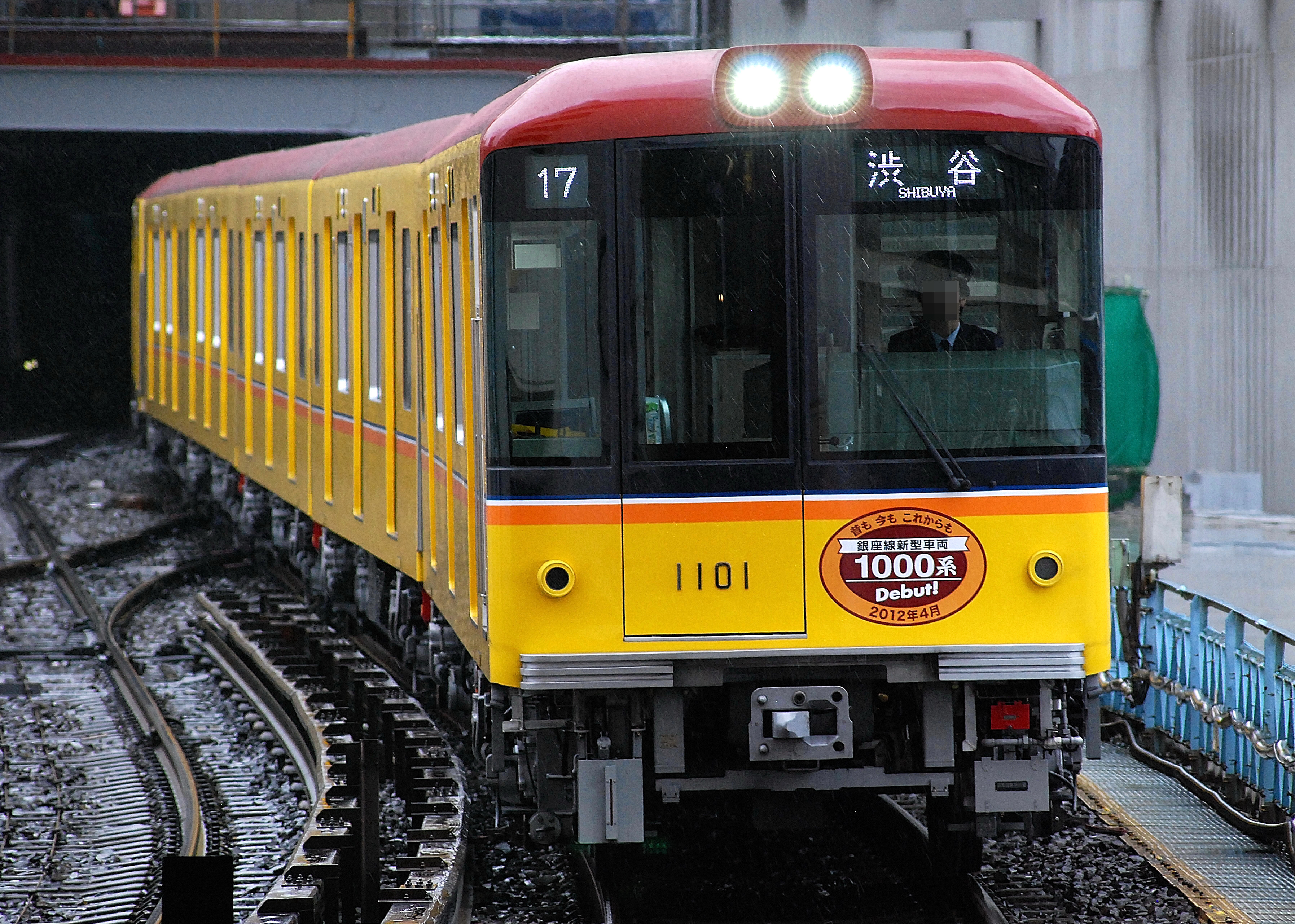
行走中的1000系列車

- 1000系 - 6節編組共有40列240輛。首列車於2012年4月11日開始投入服務，2013年春開始量產，2017年3月12日全數投入服務，同日營團01系列車全數退役[26]。此後計劃將第三軌供電的標準電壓提升至750V[27]。

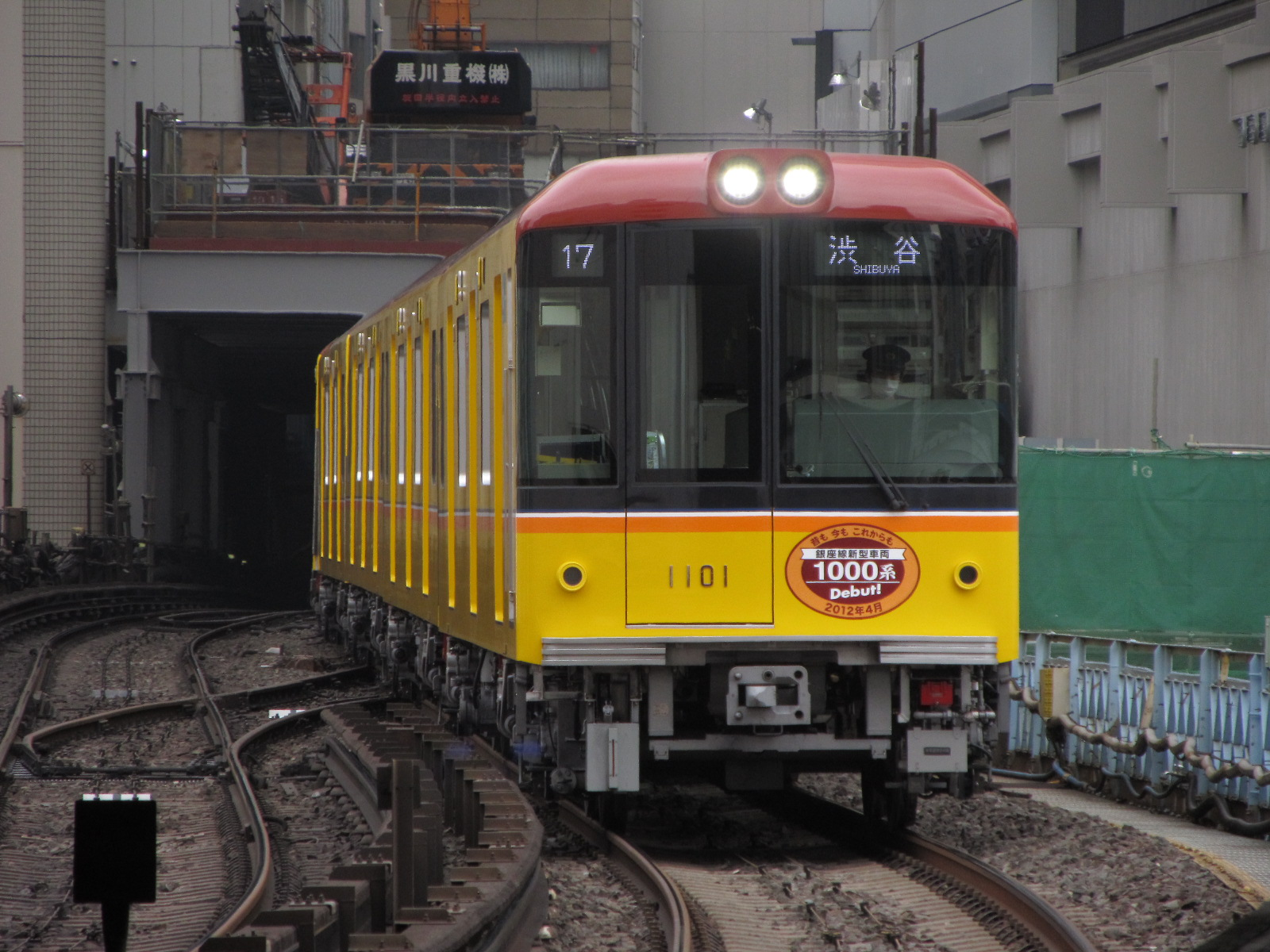
1000系 再使用淺草－上野通車時的車輛舊1000型塗裝。
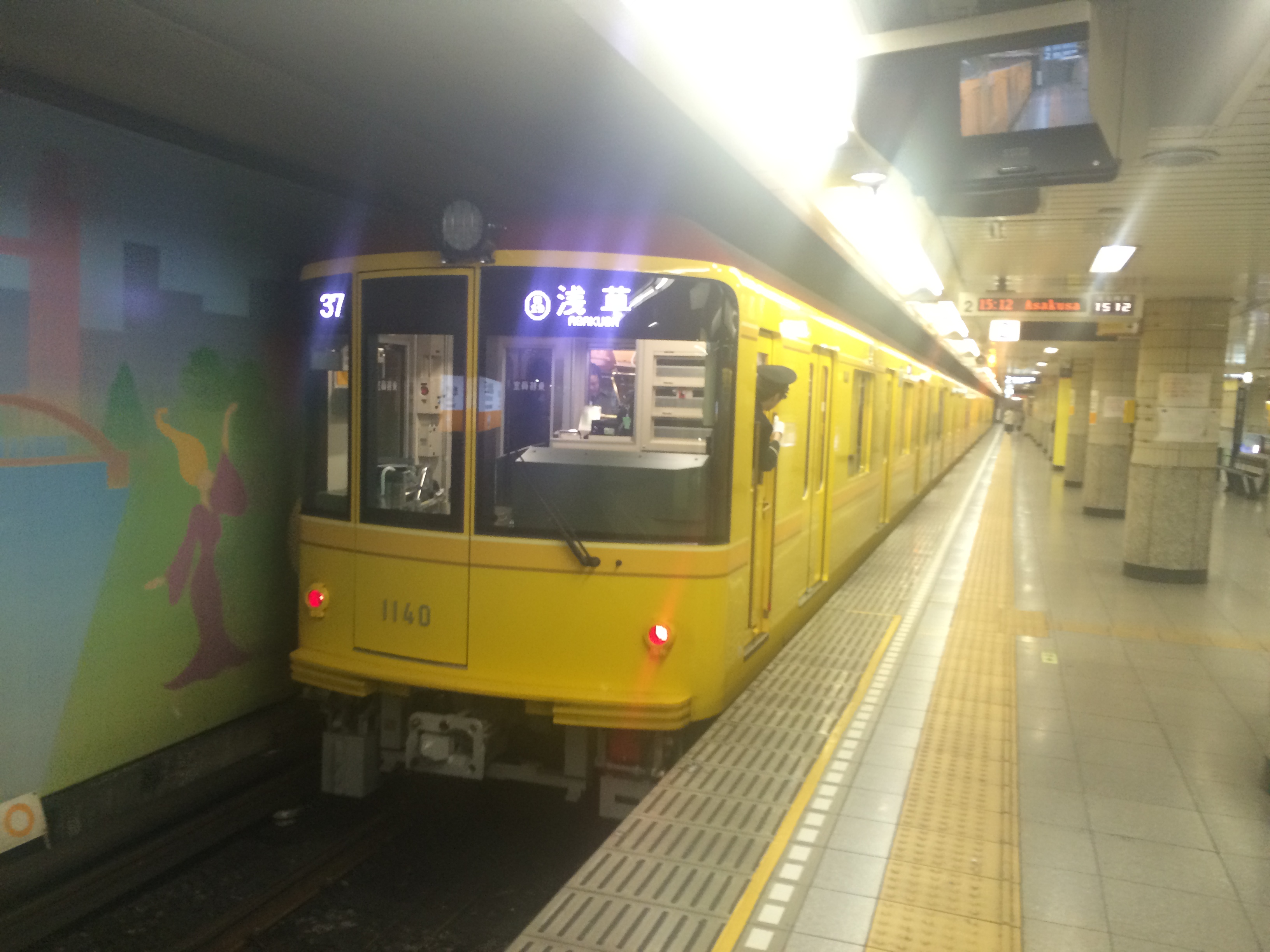
第40編成（復古車）
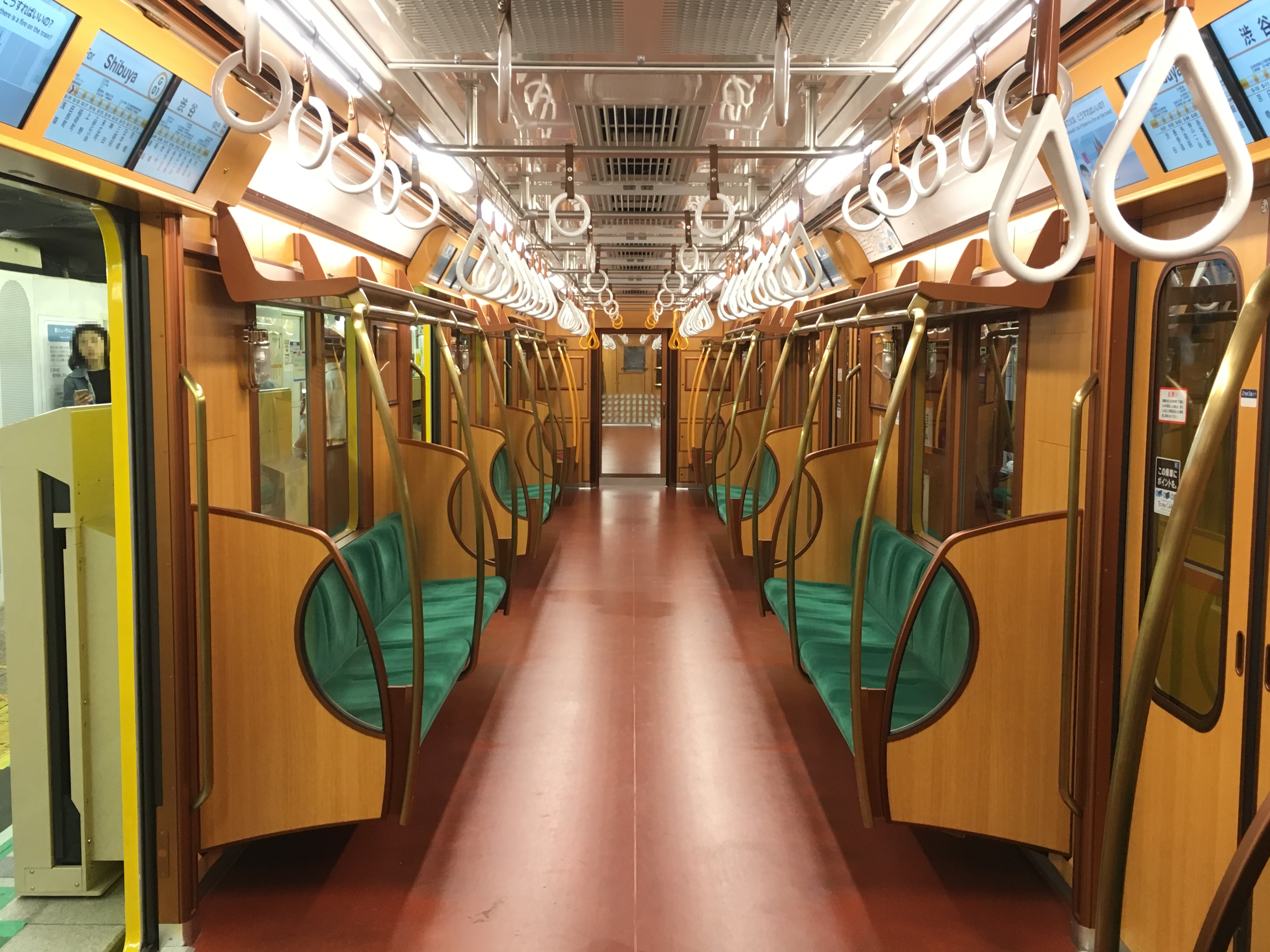
第39編成車內（復古車）

### 過去使用車輛
- 100型
- 1000型
- 1100型
- 1200型
- 1300型
- 1400型
- 1500型
- 1600型
- 1700型
- 1800型
- 1900型
- 2000型
- 01系

舊型車輛的塗裝曾經參考1927年通車的柏林地鐵淡黃色。後來在二戰中、戰後的混亂期顏色逐漸退去。

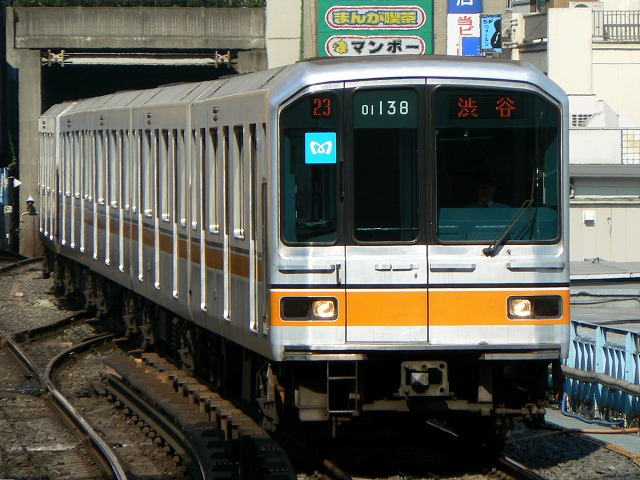
01系第38編組 以VVVF變頻器控制，1997年溜池山王站啟用時使用。 （此編組已經成為廢車）

## 利用狀況
受疫情影響，2020年度最擁擠路段（B線赤坂見附 → 溜池山王間）擁擠率僅為98%。
近年的輸送實績如下表。表中最高值為紅色，最高值紀錄年度以後的最低值為藍色，最高值紀錄年度以前的最低值為綠色。
| 年度               | 最擁擠路段（赤坂見附 → 溜池山王間）輸送實績 | 最擁擠路段（赤坂見附 → 溜池山王間）輸送實績 | 最擁擠路段（赤坂見附 → 溜池山王間）輸送實績 | 最擁擠路段（赤坂見附 → 溜池山王間）輸送實績 | 特記事項                                      |
| 年度               | 運行班次：班                                | 輸送力：人                                  | 輸送量：人                                  | 擁擠率：%                                   | 特記事項                                      |
| ------------------ | ------------------------------------------- | ------------------------------------------- | ------------------------------------------- | ------------------------------------------- | --------------------------------------------- |
| 1963年（昭和38年） | 29                                          | 17,226                                      | 38,158                                      | 222                                         | 最擁擠路段為赤坂見附 → 虎之門間               |
| 1964年（昭和39年） | 29                                          | 17,226                                      | 34,706                                      | 202                                         | 1964年8月29日日比谷線全線開業                 |
| 1965年（昭和40年） | 29                                          | 17,261                                      | 36,563                                      | 212                                         |                                               |
| 1966年（昭和41年） | 29                                          | 17,278                                      | 36,927                                      | 214                                         |                                               |
| 1967年（昭和42年） | 29                                          | 17,313                                      | 35,152                                      | 203                                         |                                               |
| 1968年（昭和43年） | 29                                          | 17,400                                      | 37,444                                      | 215                                         |                                               |
| 1969年（昭和44年） | 29                                          | 17,470                                      | 40,019                                      | 229                                         |                                               |
| 1970年（昭和45年） | 29                                          | 17,470                                      | 40,890                                      | 234                                         |                                               |
| 1971年（昭和46年） | 29                                          | 17,470                                      | 41,778                                      | 239                                         |                                               |
| 1972年（昭和47年） | 29                                          | 17,470                                      | 42,797                                      | 245                                         |                                               |
| 1973年（昭和48年） | 29                                          | 17,470                                      | 43,336                                      | 248                                         |                                               |
| 1974年（昭和49年） | 29                                          | 17,470                                      | 42,946                                      | 246                                         |                                               |
| 1975年（昭和50年） | 29                                          | 17,470                                      | 41,137                                      | 235                                         |                                               |
| 1976年（昭和51年） | 29                                          | 17,470                                      | 39,741                                      | 227                                         |                                               |
| 1977年（昭和52年） | 29                                          | 17,470                                      | 40,382                                      | 231                                         |                                               |
| 1978年（昭和53年） | 29                                          | 17,470                                      | 40,882                                      | 234                                         |                                               |
| 1979年（昭和54年） | 29                                          | 17,470                                      | 42,115                                      | 241                                         | 1979年9月21日半藏門線青山一丁目－永田町間開業 |
| 1980年（昭和55年） | 29                                          | 17,470                                      | 41,314                                      | 236                                         |                                               |
| 1981年（昭和56年） | 29                                          | 17,470                                      | 42,223                                      | 242                                         |                                               |
| 1982年（昭和57年） | 29                                          | 17,470                                      | 42,407                                      | 243                                         | 1982年12月9日半藏門線永田町－半藏門間開業     |
| 1983年（昭和58年） | 29                                          | 17,470                                      | 44,336                                      | 254                                         |                                               |
| 1984年（昭和59年） | 29                                          | 17,470                                      | 43,816                                      | 251                                         |                                               |
| 1985年（昭和60年） | 29                                          | 17,470                                      | 42,256                                      | 242                                         |                                               |
| 1986年（昭和61年） | 29                                          | 17,470                                      | 42,125                                      | 241                                         |                                               |
| 1987年（昭和62年） | 29                                          | 17,470                                      | 41,953                                      | 240                                         |                                               |
| 1988年（昭和63年） | 29                                          | 17,632                                      | 40,955                                      | 232                                         | 1989年1月26日半藏門線半藏門－三越前間開業     |
| 1989年（平成元年） | 29                                          | 17,632                                      | 36,265                                      | 206                                         |                                               |
| 1990年（平成02年） | 30                                          | 18,240                                      | 35,758                                      | 196                                         | 1990年11月28日半藏門線三越前－水天宮前間開業  |
| 1991年（平成03年） | 30                                          | 18,240                                      | 31,626                                      | 173                                         |                                               |
| 1992年（平成04年） | 30                                          | 18,240                                      | 33,347                                      | 183                                         |                                               |
| 1993年（平成05年） | 30                                          | 18,240                                      | 32,072                                      | 176                                         |                                               |
| 1994年（平成06年） | 30                                          | 18,240                                      | 31,018                                      | 170                                         |                                               |
| 1995年（平成07年） | 30                                          | 18,240                                      | 31,086                                      | 170                                         |                                               |
| 1996年（平成08年） | 30                                          | 18,240                                      | 31,016                                      | 170                                         |                                               |
| 1997年（平成09年） | 30                                          | 18,240                                      | 32,175                                      | 176                                         |                                               |
| 1998年（平成10年） | 30                                          | 18,240                                      | 32,451                                      | 178                                         | 最擁擠路段變為赤坂見附 → 溜池山王間           |
| 1999年（平成11年） | 30                                          | 18,240                                      | 31,867                                      | 175                                         |                                               |
| 2000年（平成12年） | 30                                          | 18,240                                      | 31,625                                      | 173                                         |                                               |
| 2001年（平成13年） | 30                                          | 18,240                                      |                                             | 169                                         |                                               |
| 2002年（平成14年） | 30                                          | 18,240                                      |                                             |                                             | 2003年3月19日半藏門線水天宮前－押上間開業     |
| 2003年（平成15年） | 30                                          | 18,240                                      | 30,452                                      | 167                                         |                                               |
| 2004年（平成16年） | 30                                          | 18,240                                      |                                             | 162                                         |                                               |
| 2005年（平成17年） | 30                                          | 18,240                                      |                                             | 164                                         |                                               |
| 2006年（平成18年） | 30                                          | 18,240                                      |                                             | 165                                         |                                               |
| 2007年（平成19年） | 30                                          | 18,240                                      |                                             | 168                                         |                                               |
| 2008年（平成20年） | 30                                          | 18,240                                      | 30,219                                      | 166                                         |                                               |
| 2009年（平成21年） | 30                                          | 18,240                                      |                                             | 161                                         |                                               |
| 2010年（平成22年） | 30                                          | 18,240                                      |                                             | 160                                         |                                               |
| 2011年（平成23年） | 30                                          | 18,240                                      | 28,472                                      | 156                                         |                                               |
| 2012年（平成24年） | 30                                          | 18,240                                      | 27,898                                      | 153                                         | 2013年3月16日東急東橫線澀谷站地下化           |
| 2013年（平成25年） | 30                                          | 18,240                                      | 27,882                                      | 153                                         |                                               |
| 2014年（平成26年） | 30                                          | 18,240                                      | 28,530                                      | 156                                         |                                               |
| 2015年（平成27年） | 30                                          | 18,240                                      | 28,891                                      | 158                                         |                                               |
| 2016年（平成28年） | 30                                          | 18,240                                      | 28,650                                      | 158                                         |                                               |
| 2017年（平成29年） | 30                                          | 18,300                                      | 29,241                                      | 160                                         |                                               |
| 2018年（平成30年） | 30                                          | 18,300                                      | 29,240                                      | 160                                         |                                               |
| 2019年（令和元年） | 30                                          | 18,300                                      | 29,264                                      | 160                                         |                                               |
| 2020年（令和02年） | 30                                          | 18,300                                      | 17,915                                      | 98                                          |                                               |

## 車站列表
- 車站編號往B線方向（澀谷往淺草的方向）增加。
- 所有車站皆位於東京都內。

| 車站編號 | 中文站名                | 日文站名 | 英文站名 | 站間距離 | 累計距離 | 接續路線 | 所在地   |
| -------- | ----------------------- | -------- | -------- | -------- | -------- | --- | -------- |
| G-01     | 澀谷                    |          |          | -        | 0.0      | 東京地下鐵： 半藏門線（Z-01）、 副都心線（F-16）（閘外轉乘） 東日本旅客鐵道： 山手線（JY 20）、 埼京線（JA 10）、 湘南新宿線（JS 19） 東急電鐵： 東橫線（TY01）、 田園都市線（DT01） 京王電鐵： 井之頭線（IN01）                                                  | 澀谷區   |
| G-02     | 表參道                  |          |          | 1.3      | 1.3      | 東京地下鐵： 千代田線（C-04）、 半藏門線（Z-02） | 港區     |
| G-03     | 外苑前                  |          |          | 0.7      | 2.0      | | 港區     |
| G-04     | 青山一丁目              |          |          | 0.7      | 2.7      | 東京地下鐵： 半藏門線（Z-03） 都營地下鐵： 大江戶線（E-24） | 港區     |
| G-05     | 赤坂見附                |          |          | 1.3      | 4.0      | 東京地下鐵： 丸之內線（M-13）、 有樂町線（永田町：Y-16）、 半藏門線（永田町：Z-04）、 南北線（永田町：N-07） | 港區     |
| G-06     | 溜池山王                |          |          | 0.9      | 4.9      | 東京地下鐵： 南北線（N-06）、 丸之內線（國會議事堂前：M-14）、 千代田線（國會議事堂前：C-07） | 千代田區 |
| G-07     | 虎之門                  |          |          | 0.6      | 5.5      | 東京地下鐵： 日比谷線（虎之門Hills：H-06） | 港區     |
| G-08     | 新橋                    |          |          | 0.8      | 6.3      | 都營地下鐵： 淺草線（A-10） 東日本旅客鐵道： 山手線（JY 29）、 京濱東北線（JK 24）、 東海道線（JT 02）、 橫須賀·總武快速線（JO 18） 百合鷗： 臨海線（U-01） | 港區     |
| G-09     | 銀座 （松屋·三越前）    |          |          | 0.9      | 7.2      | 東京地下鐵： 丸之內線（M-16）、 日比谷線（H-09）、 有樂町線（銀座一丁目：Y-19） 設有地下通道通往東銀座站、日比谷站、有樂町站 | 中央區   |
| G-10     | 京橋 （明治屋前）       |          |          | 0.7      | 7.9      | | 中央區   |
| G-11     | 日本橋 （髙島屋前）     |          |          | 0.7      | 8.6      | 東京地下鐵： 東西線（T-10） 都營地下鐵： 淺草線（A-13） | 中央區   |
| G-12     | 三越前                  |          |          | 0.6      | 9.2      | 東京地下鐵： 半藏門線（Z-09）（閘外轉乘） 東日本旅客鐵道： 橫須賀·總武快速線（新日本橋：JO 20） | 中央區   |
| G-13     | 神田                    |          |          | 0.7      | 9.9      | 東日本旅客鐵道： 山手線（JY 02）、 京濱東北線（JK 27）、 中央線（JC 02） | 千代田區 |
| G-14     | 末廣町                  |          |          | 1.1      | 11.0     | | 千代田區 |
| G-15     | 上野廣小路 （松坂屋前） |          |          | 0.6      | 11.6     | 東京地下鐵： 日比谷線（仲御徒町：H-17）（閘外轉乘） 都營地下鐵： 大江戶線（上野御徒町：E-09） 東日本旅客鐵道： 山手線（御徒町：JY 04）、 京濱東北線（御徒町：JK 29）                                                                                              | 台東區   |
| G-16     | 上野                    |          |          | 0.5      | 12.1     | 東京地下鐵： 日比谷線（H-18）（閘外轉乘） 東日本旅客鐵道： 東北新幹線、山形新幹線、秋田新幹線、上越新幹線、北陸新幹線、 山手線（JY 05）、 京濱東北線（JK 30）、 宇都宮線（東北本線）、高崎線（JU 02）、 常磐線（快速）（JJ 01） 京成電鐵： 本線（京成上野：KS01） | 台東區   |
| G-17     | 稻荷町                  |          |          | 0.7      | 12.8     | | 台東區   |
| G-18     | 田原町                  |          |          | 0.7      | 13.5     | | 台東區   |
| G-19     | 淺草                    |          |          | 0.8      | 14.3     | 都營地下鐵： 淺草線（A-18） 東武鐵道： 伊勢崎線（東武晴空塔線）（TS-01） | 台東區   |

1. 1 2  銀座線與半藏門線的澀谷站被視作不同車站。官方建議乘客從銀座線轉乘田園都市線於可以跨月台轉乘半藏門線的表參道站轉乘。此外，銀座線與副都心線閘外轉乘時限為30分鐘。
2. ↑  車站所在地位於千代田區，但銀座線月台位於港區。
3. ↑  與東銀座站、日比谷站、有樂町站沒有連絡業務。
4. ↑  與御徒町站沒有連絡業務。

### 來源
1. ↑   (PDF). 7.営業線の概要. 一般社団法人日本地下鉄協会: 3 – 4. 2021-10  [2021-10-17]. （原始内容 (PDF)存档于2021-10-17） （日语）.
2. ↑  小佐野カゲトシ. . 実業之日本社. 2016-12-09. ISBN 9784408112015 （日语）.
3. 1 2  東京地下鉄道史. 坤、pp.31 - 35。
4. ↑  松枝一夫（帝都高速度交通営団工務部工務課）. . 鉄道ピクトリアル (電気車研究会). 1987-12-10, 37 (第12号（通巻489号）): 58. ISSN 0040-4047.
5. ↑  . 東京都.   [2021-07-31]. （原始内容 (XLS)存档于2022-03-27）.
6. 1 2 3  帝都高速度交通営団史、p.558。
7. 1 2 3 4 5 6 7  帝都高速度交通営団史、p.559。
8. 1 2 3 4 5 6 7 8 9 10 11 12  帝都高速度交通営団史、p.560。
9. 1 2 3 4 5 6  帝都高速度交通営団史、p.561。
10. ↑  帝都高速度交通営団史、p.565。
11. ↑  帝都高速度交通営団史、p.571。
12. ↑  帝都高速度交通営団史、p.572。
13. ↑  帝都高速度交通営団史、p.573。
14. ↑  帝都高速度交通営団史、p.578。
15. ↑  帝都高速度交通営団史、p.584。
16. ↑  帝都高速度交通営団史、p.592。
17. ↑  帝都高速度交通営団史、p.603。
18. ↑  帝都高速度交通営団史、p.608。
19. ↑  足立武士「CS-ATCの導入 その効果と展望」『鉄道ピクトリアル』1995年7月臨時増刊号（通巻608号）p72 - 75、電気車研究会
20. ↑  帝都高速度交通営団史、p.612。
21. ↑  帝都高速度交通営団史、p.617。
22. 1 2   (PDF) (新闻稿). 東京地下鐵. 2012-10-24  [2020-03-07]. （原始内容 (PDF)存档于2019-05-11） （日语）.
23. ↑  張子傑. . 香港01. 2019-12-27. （原始内容存档于2020-01-04） （中文）.
24. ↑  1000系第39及40編成為特別社樣車（復刻1000型列車）
25. ↑  . 鉄道ファン (雜誌). 2020年1月3日. （原始内容存档于2021年2月15日） （日语）.
26. ↑  平成24年4月11日（水）銀座線新型車両1000系いよいよデビュー 記念ヘッドマークを掲出 ホームページで運行ダイヤをお知らせいたします （页面存档备份，存于） - 東京地下鉄 2012年3月26日（2012年4月11日閲覧）
27. 1 2   (PDF). 東京地下鉄: 15, 16.   [2021-01-30]. （原始内容 (PDF)存档于2020-12-01） （日语）.
28. ↑  『鉄道ファン』1993年9月号および「鉄道ピクトリアル」2007年10月号
29. ↑   (PDF). 国土交通省: 3. 2021-07-09  [2022-07-12]. （原始内容 (PDF)存档于2021-11-02）.
30. ↑  「都市交通年報」各年度版

## 外部連結
- 銀座線/G | 路線、車站資訊 | 東京地下鐵 （页面存档备份，存于）
- 《土木建築工程畫報》 第4卷 第3號 （页面存档备份，存于） 東京地下鐵道開通特集 工程畫報社 昭和3年3月發行